# Belém do Brejo do Cruz (kommun)
Belém do Brejo do Cruz är en kommun i Brasilien.   Den ligger i delstaten Paraíba, i den östra delen av landet, 1 600 km nordost om huvudstaden Brasília. Antalet invånare är 7 143.
Följande samhällen finns i Belém do Brejo do Cruz:
- Belém do Brejo do Cruz

Omgivningarna runt Belém do Brejo do Cruz är huvudsakligen savann. Runt Belém do Brejo do Cruz är det mycket glesbefolkat, med 7 invånare per kvadratkilometer.